# Gesellschaft der Freunde junger Kunst (Braunschweig)

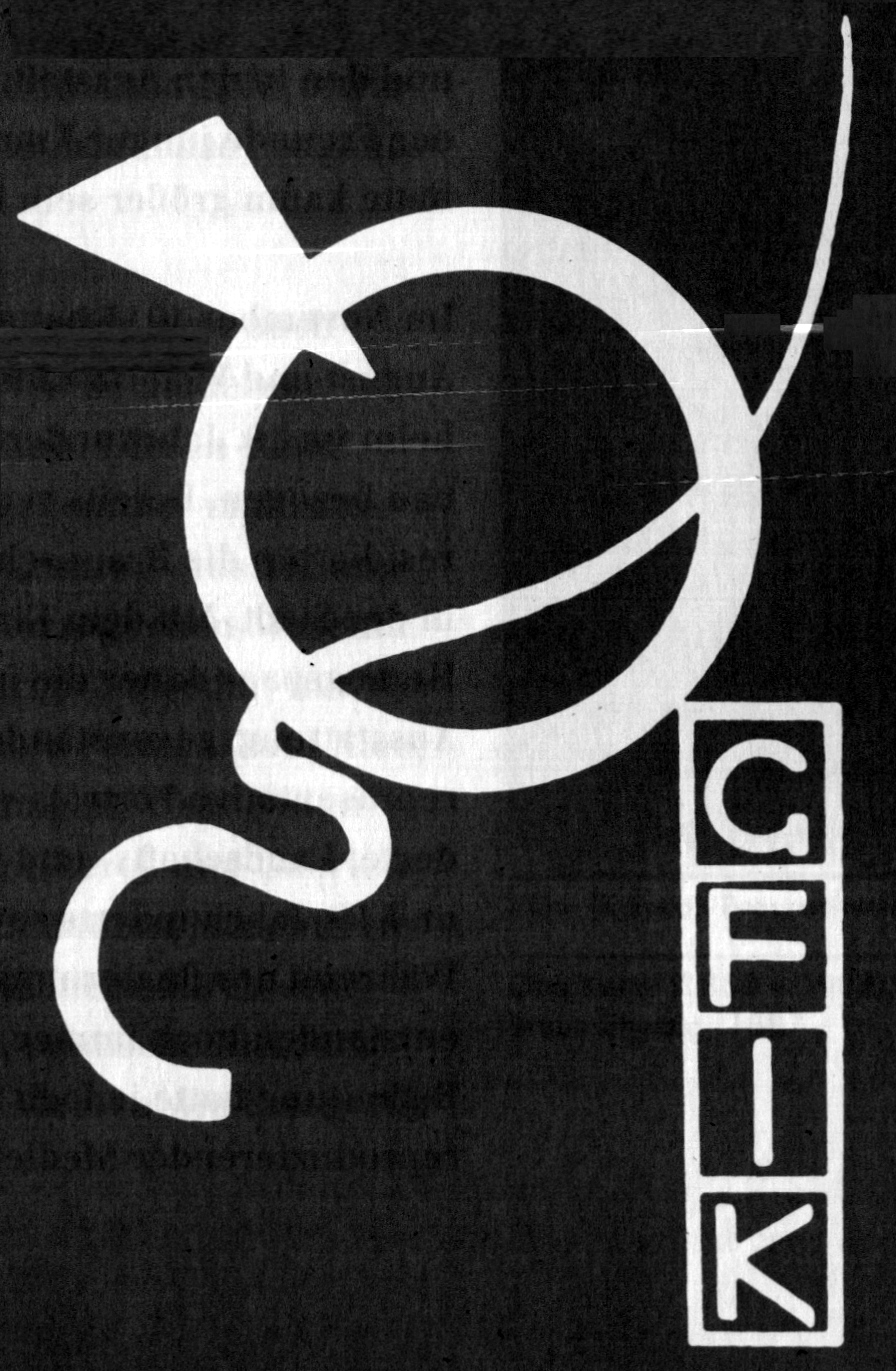
Logo der GFJK, 1924 gestaltet von Mitglied Wassily Kandinsky.

Die Gesellschaft der Freunde junger Kunst (GFJK) wurde 1924 in Braunschweig von den Kunstsammlern Otto Ralfs, Erich Scheyer, Hermann Querner jun. und anderen gegründet. Sie bestand bis zu ihrer vom nationalsozialistischen Regime erzwungenen Selbstauflösung zu Beginn der Zeit des Nationalsozialismus 1933. Die GFJK engagierte sich insbesondere für Künstler, die heute der Klassischen Moderne zugerechnet werden, 1924 aber der breiteren Öffentlichkeit weitgehend unbekannt waren. Ralfs beabsichtigte darüber hinaus, in seiner Heimatstadt eine Galerie moderner Künstler einzurichten.

## Vorgeschichte

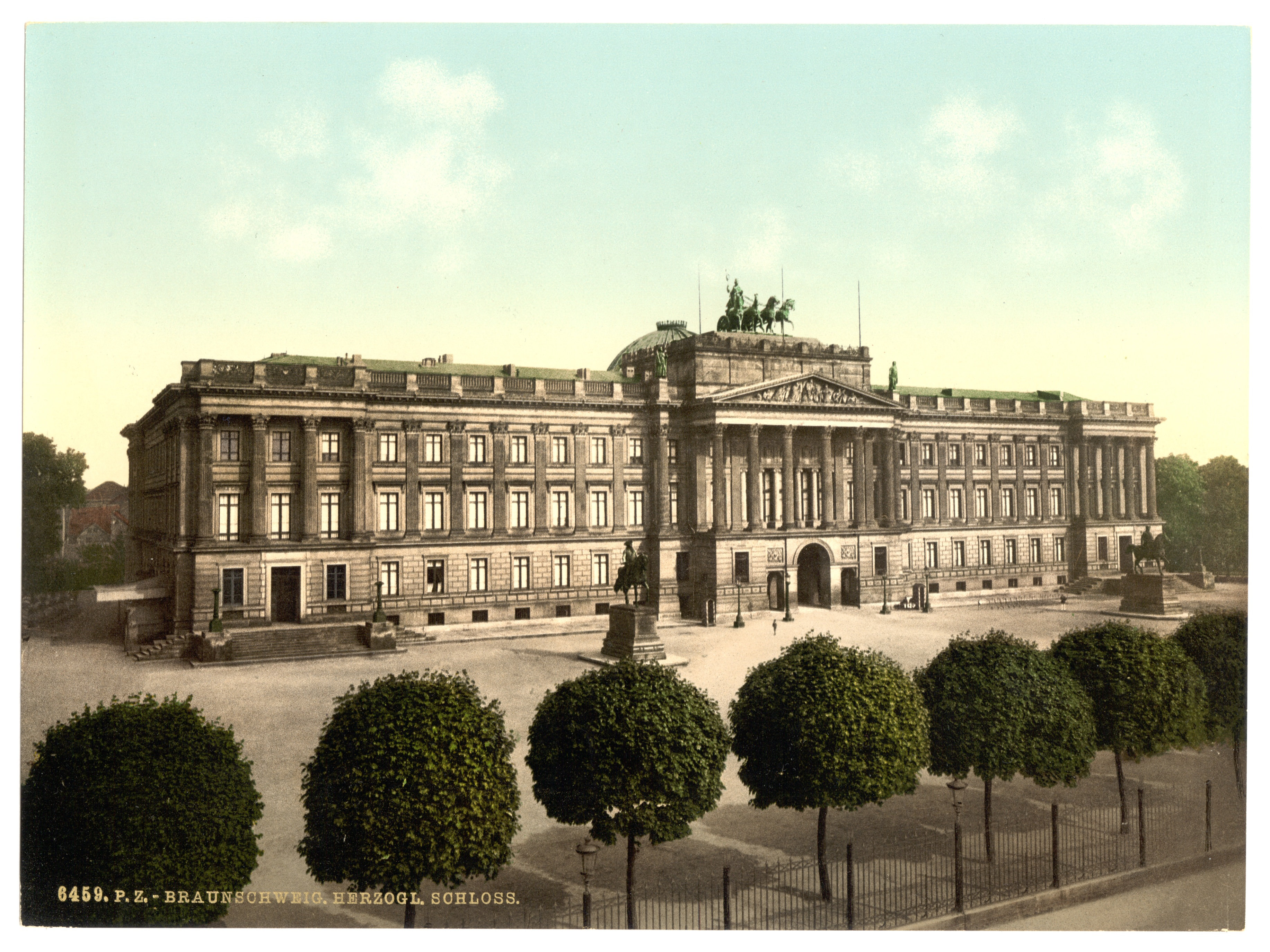
Das Braunschweiger Schloss vom Bohlweg gesehen (um 1900). Von 1925 bis 1933 befand sich die GFJK in der 2. Etage des rechten Flügels.

Anfang November 1918 war das Deutsche Kaiserreich in der Folge des für Deutschland verlorenen Ersten Weltkrieges und nicht zuletzt auch wegen der sich daraus entwickelnden Novemberrevolution im Reich – auch in Braunschweig – untergegangen. Nachdem das letzte Braunschweigische Herzogspaar nach der Abdankung von Welfen-Herzog Ernst Augusts von Braunschweig Stadt und Herzogtum Braunschweig am 9. November 1918 verlassen hatte, um ins Exil nach Österreich zu gehen, stand deren ehemalige Residenz, das Braunschweiger Schloss, zunächst kurze Zeit leer.
Bald darauf zogen jedoch schon verschiedene Behörden und Institutionen der Stadt in das Gebäude im Stadtzentrum ein, u. a. das Finanzamt und die Kammerspiele des Landestheaters, das Naturhistorische Museum (heute Pockelsstraße 10) sowie das gerade neu entstandene Museum für fürstliche Kultur.
Der Kunstgeschmack und die lokale Kunstszene war – in Braunschweig wie auch andernorts – in den vorausgegangenen Jahrzehnten v. a. vom Herzogshaus und dem wohlhabenden Bürgertum der Stadt geprägt worden. In Braunschweigs Museen gab es keine „moderne Kunst“, sie sammelten und zeigten Kunst vergangener Jahrhunderte, so z. B. aus dem Barock, dem 18. Jahrhundert oder Werke regionaler Künstler aus Stadt oder Herzogtum.
Zwar gab es den 1832 gegründeten Kunstverein Braunschweig, aber auch dieser stellte um 1920 keine zeitgenössische Kunst aus, sondern verharrte in der Vergangenheit. Waren Impressionismus und Jugendstil noch akzeptiert worden, so traf „die Moderne“ in der Stadt auf breite öffentliche Ablehnung.

## 1924 bis 1933
Der Kopf der Braunschweiger Kunstszene um 1920 war der Kunstsammler Otto Ralfs. Er und seine Ehefrau Käte, geb. Brachvogel, kamen aus kunstinteressierten Familien. Im September 1923 hatten sie gemeinsam die Bauhausausstellung in Weimar besucht und waren begeistert von der dort zu sehenden neuen Kunst. Bei der Ausstellung hatte Ralfs Paul Klee persönlich kennen gelernt und drei Aquarelle von ihm erstanden. Klee machte ihn wiederum mit anderen zeitgenössischen Künstlern wie Lyonel Feininger und Wassily Kandinsky bekannt. Mit Kandinsky verband Ralfs bald eine enge Freundschaft. Der starke Eindruck, den die Ausstellung beim Ehepaar Ralfs hinterlassen hatte, führte dazu, dass sich beide für moderne Kunst engagierten. 1924 machte Kurt Schwitters Ralfs das Angebot, Hausrat und Küchengeräte gegen Kunst zu tauschen. Dadurch und durch weitere Künstlerbekanntschaften wuchs Ralfs Privatsammlung. Wie eng diese Künstlerkontakte waren, dokumentieren unter anderem die Einträge in Ralfs Gästebuch, das seit Herbst 1971 im Städtischen Museum Braunschweig aufbewahrt wird.
Anfang 1924 schließlich rief Ralfs in Braunschweig zusammen mit anderen an zeitgenössischer Kunst Interessierten die Gesellschaft der Freunde junger Kunst ins Leben. Ralfs Künstlerfreund Kandinsky schuf das Logo der GFJK und wurde gleichzeitig Ehrenmitglied. Den ersten Vorsitz der Gesellschaft übernahm Ralfs, zweiter Vorsitzender wurde der Braunschweiger Konservenfabrikant und Kunstsammler Hermann Querner jun. Schatzmeister wurde Erich Scheyer, Bruder der Künstlerin Galka Scheyer und ebenfalls Kunstsammler und Konservenfabrikant in der Stadt (→ W. Maseberg), Schriftführerin war die Lehrerin Charlotte Lange, einzige Frau im Vorstand.
Anlässlich der Gründung der GFJK schrieb Charlotte Lange in einem provokant formulierten Beitrag für die sozialdemokratische Zeitung Braunschweiger Volksfreund vom 2. Oktober 1924:

„… sie macht sich zur Aufgabe den Ankauf von Werken der jungen bildenden Kunst, zwecks Schaffung einer modernen Galerie, die der Öffentlichkeit zugänglich gemacht werden soll. Regelmäßige Ausstellungen und Veranstaltungen sind geplant […] Wir machen uns keine Illusionen. Wir wissen, unser Braunschweig ist ein romantisches Nest, ist in Teilen selbst ein Kunstwerk […], besitzt herrliche Schätze der Vergangenheit, aber das Geschlecht, das es jetzt beherbergt […] hat wenig Sinn für Kunst.“

„… Man fühlt sich überlegen über diesen ‚Dreck‘. Man ist voller Mißtrauen. Man fühlt sich unbehaglich, denn man wittert Geist! … Wir machen uns auf Widerstände und Verständnislosigkeit gefaßt. Auf alle Fälle aber sind wir gewillt, nur nach bestem Wissen das Wertvollste zu wählen.“

Am 16. März 1924 wurde die von Ralfs organisierte erste Ausstellung der GFJK im Herzoglichen Museum (dem heutigen Herzog Anton Ulrich-Museum) eröffnet. Gezeigt wurden u. a. Werke von Paul Klee und Emil Nolde. Ralfs konnte diese Ausstellung dank der Unterstützung durch Galka Scheyer und deren Bruder Erich sowie durch Herman Flesche und Hermann Querner jun. organisieren. Alle hatten eigene Sammlungen, aus denen sie Werke für die Ausstellung zur Verfügung stellten.
In den Räumen des Museums fanden die ersten beiden Ausstellungen der Gesellschaft statt. Anschließend richtete er die Ausstellungen bis 1933 in den Räumen des Braunschweiger Residenzschlosses ein. Sein Wunsch nach einer dauerhaften Galerie blieb jedoch unerfüllt, da die Direktion des Herzoglichen Museums darauf verwies, dass das Städtische Museum für die Präsentation der Moderne zuständig sei. Dort fehlte es allerdings an den nötigen finanziellen Mitteln, so dass auch dort keine Realisierung des Projektes stattfand. Vielleicht lag es auch am mangelnden Interesse der Direktoren der beiden Institutionen, dass der Aufbau einer modernen Galerie nicht realisiert wurde, wie es sie beispielsweise zu jener Zeit in Chemnitz, Erfurt oder Mannheim gab.

## Naserümpfen beim konservativen Bürgertum
Im Gegensatz zu den o. g. Behörden und Institutionen erhielt die GFJK zunächst lediglich einen kleinen, ehemaligen „Vorratsraum“ in der zweiten Etage des Südflügels. Dieser Raum war nicht nur schwer zu erreichen, er musste auch erst noch renoviert werden, was die GFJK auf eigene Kosten tat. Anschließend fand im März 1925 die erste Ausstellung in den neuen Räumlichkeiten statt, sie war dem, gleich zu Beginn des Ersten Weltkrieges gefallenen deutschen Expressionisten August Macke gewidmet. Diese Ausstellung war die erste große, öffentliche Ausstellung „moderner Kunst“ in Braunschweig. Viele Künstler, deren Werke heute weithin bekannt sind, wurden zum ersten Mal in Braunschweiger Schloss ausgestellt. Bis dahin war die einzige Ausstellung zum Thema, die aus dem Jahre 1906 zur Künstlergruppe „Brücke“ in der Kunsthandlung August Dörbandt, gegenüber dem Schloss, am Bohlweg gewesen. Erst 1916, mitten im Krieg, folgte die nächste Ausstellung zeitgenössischer Kunst, „Der Sturm“ des Berliners Herwarth Walden, der u. a. Herausgeber der gleichnamigen Kunstzeitschrift war. Sie führte mehr oder weniger zu einem Eklat in Braunschweig. In der Braunschweigischen Landeszeitung vom 10. Mai 1916 erschien ein Verriss. Zu den Kritikern der Ausstellung gehörte auch der Braunschweigische Herzog. Paul Jonas Meier, Direktor des Herzoglichen Museums, in dessen Räumen die Kunstwerke ausgestellt wurden, wurde sechs Tage nach Ausstellungseröffnung angewiesen, sich ab sofort vorab jede weitere Ausstellung, die nicht aus eigenen Museumsbeständen konzipiert wurde, genehmigen zu lassen.

## Zwangsauflösung
Bis zu ihrer erzwungenen Auflösung im Jahr 1933, vor dem Hintergrund nationalsozialistischer Verfolgung moderner Kunst, die in der NS-Terminologie als „Entartete Kunst“ diffamiert wurde, veranstaltete die GFJK über 40 Ausstellungen im Schloss. Ergänzt wurden diese durch Vortragsveranstaltungen führender Wissenschaftler der Zeit sowie Darbietungen modernen Tanzes. Mit diesem ambitionierten Programm war die „Gesellschaft der Freunde junger Kunst“ die zentrale Institution zur Vermittlung avantgardistischer Kunstströmungen im Braunschweig der 1920er Jahre.
Die Selbstauflösung wurde durch ein Schreiben mit Datum vom 7. Oktober 1933 mitgeteilt. Der Grund für diesen Schritt war insbesondere das Verbot gegenüber jüdischen Mitgliedern dieser Gesellschaft anzugehören.

## Ausstellungen (Auswahl)
Gezeigt wurden in den Ausstellungen der Gesellschaft zum einen die Werke junger Braunschweiger wie Ulfert Wilke, aber auch der Brücke, des Bauhauses, darunter Paul Klee, Wassily Kandinsky und Lyonel Feininger, oder Künstler wie Max Beckmann, Otto Gleichmann, Rudolf Jahns, Käthe Kollwitz und Paula Modersohn-Becker sowie Werke von Alexej von Jawlensky.

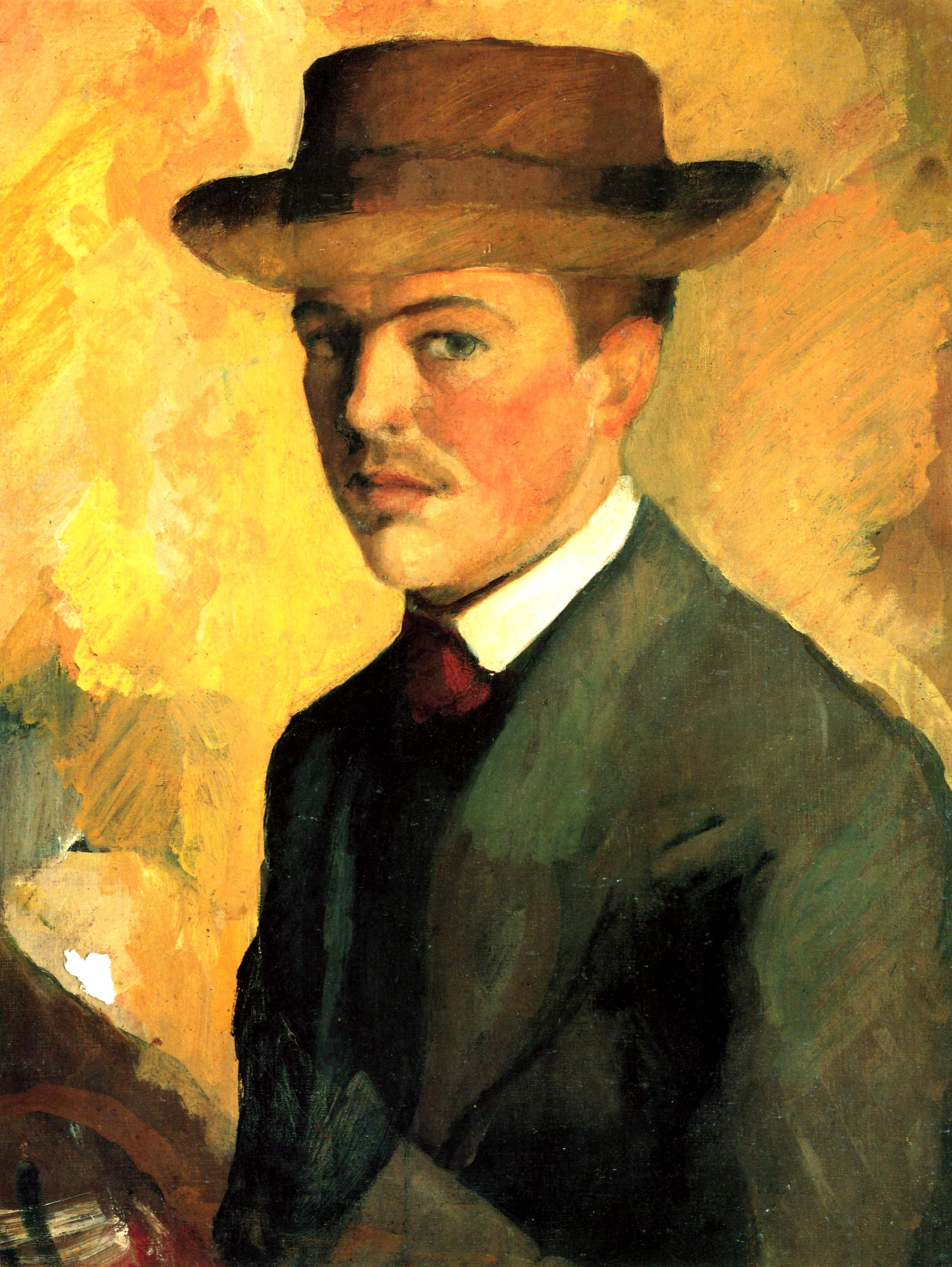
Selbstbildnis mit Hut

- 9. Dezember 1928 bis 1. Januar 1929: Ausstellung der Gesellschaft der Freunde junger Kunst im Braunschweiger Schloss
- 26. Februar bis 26. März 1933: Gesellschaft der Freunde junger Kunst im Braunschweiger Schloss (mit Werken von Josef Albers, Rolf Cavael, Karl Sommer und Hildegard Sommer-Peters)

Gedenkausstellungen
- 8. Juli bis 9. September 1988: „Entartete Kunst“ – die Schenkung der „Gesellschaft der Freunde junger Kunst“ in Braunschweig 1933 und ihr Schicksal im „Dritten Reich“; ein Dank an Käte Ralfs, Braunschweig … Ausstellung im Studienraum des Kupferstichkabinetts des Herzog Anton Ulrich-Museums Braunschweig.[13]
- 26. September 2019 bis 5. September 2021: Gesellschaft der Freunde junger Kunst GFIK – Hofer, Klee, Feininger, Heckel, Pechstein, Beckmann, Kirchner, Liebermann, Modersohn-Becker, Felixmüller, Gleichmann, Henninger, Jahns, Kaus, Kokoschka, Löhr, Maatsch, Mohr, Mueller, Münter, Nolde, von König, Wilke u.a. im Schlossmuseum Braunschweig.[14] Gefördert wurde die Ausstellung durch den Fachbereich Kultur und Wissenschaft der Stadt Braunschweig, Die Braunschweigische Stiftung, die Stiftung Braunschweigischer Kulturbesitz, die Richard-Borek-Stiftung und die Stiftung Niedersachsen.[15]